# Gurudongmar-See
Der Gurudongmar-See oder Gurudongmar Cho, früher auch Gordama-See, ist ein Gletscherrandsee im östlichen Himalaya im Norden von Sikkim (Indien).

## Lage
Der Gebirgssee befindet sich an der Nordflanke der Dongkya-Gruppe am Rande der tibetischen Hochebene auf einer Höhe von 5148 m. Er besitzt eine Wasserfläche von etwa 110 Hektar.
Der Gurudongmar-See erhält sein Wasser von zwei etwa 500 m südlich gelegenen Seen. Der westliche See (⊙) besitzt eine Fläche von 101 ha und liegt auf 5211 m Höhe. Er wird von einem Gletscher gespeist, der zwischen Kangchengyao und Gurudongmar nach Norden strömt. Der östliche See (⊙) besitzt eine Fläche von 115 ha, liegt auf 5238 m Höhe und wird direkt vom  Gurudongmar-Gletscher gespeist. Das Wasser des Gurudongmar-Sees fließt über einen kurzen Abfluss in den Oberlauf des nördlich vorbeiströmenden Lachen Chu, des rechten Quellflusses der Tista.
Der Gurudongmar-See gilt als „heiliger See“.
Der See ist über eine Straße, die das Flusstal des Lachen Chu hinaufführt, zugänglich.
Aufgrund der Nähe zur chinesischen Grenze sind spezielle Berechtigungen notwendig.